# موبایل‌تل
موبایل‌تل (به انگلیسی: Mobiltel) شرکت مخابراتی بلغارستانی است، که در زمینه ارائه خدمات خطوط تلفن ثابت، شبکه تلفن همراه، اینترنت و پهنای باند فعالیت می‌کند.
شرکت موبایل‌تل در سال ۱۹۹۴ راه‌اندازی شد و در حال حاضر با در اختیار داشتن ۵٫۵ میلیون مشترک، بزرگترین اپراتور خدمات تلفن همراه و ثابت در کشور بلغارستان می‌باشد.
دفتر مرکزی این شرکت در شهر صوفیه، بلغارستان قرار دارد و اکثریت سهام آن متعلق به شرکت تلکوم اتریش است.